# ألكسندرا ميركولوفا
ألكسندرا سيرغيفنا ميركولوفا (الروسية:  Алекса́ндра Серге́евна Мерку́лова؛ من مواليد 25 نوفمبر 1995) هي لاعبة جمباز إيقاعية روسية سابقة، هي بطلة الألعاب الأولمبية للشباب لعام 2010 والحاصلة على الميدالية الفضية الأوروبية الشاملة لعام 2012.

## حياتها الشخصية
تشأت ألكسندرا ميركولوفا قي عائلة هي الوسطى بين خمسة أبناء. لها شقيقتان كبيرتان ، أوليا وناتاشا ، وشقيقان أصغر ، سافا وفاسيا. وهي متزوجة من إيغور أوزيجانوف ، لاعب هوكي الجليد في فريق إس كي أي سانت بطرسبرغ في دوري كونتيننتال للهوكي ، ولديهما ابن .

## روابط خارجية
- Aleksandra Merkulova في الاتحاد الدولي للجمباز

- Aleksandra Merkulova في موقع أوليمبيديا
- Alexandra Ozhiganova-Merkulova على إنستغرام